# Lycomorphodes heringi
Lycomorphodes heringi là một loài bướm đêm thuộc phân họ Arctiinae, họ Erebidae.